# Історія Тального
Історія міста Тального Черкаської області:

## Археологія
На території міста і його околиць виявлено залишки двох поселень трипільської культури, трьох — доби бронзи та трьох черняхівської культури. Відомі поховання і скіфського періоду.

## XVII століття
В часи Золотої Орди на місці сучасного Тального існувало певне поселення. Наприкінці 16 століття район пізнішого Тального був уходницьким земянським володінням Якима Черкаса. На початку 17 століття ці землі було силоміцно захоплено галицьким каштеляном Юрієм Струсом.
Перша згадка про Тальне належать лише до 1646 року. (примітка: На жаль, на місцевому рівні офіційно затверджена цілком містифікована дата виникнення міста - "1150 рік". Апеляції краєзнавців до "доказів" існування "міста" Кунила в києворуську добу не витримують критики - 1) перекручується зміст літописної статті та "висновки Голубовського" (яких досі ніхто уважно не читав), 2) занадто перебільшується знахідка "кадильниці" (так, звіт самого В. Антоновича 1875 року в розрахунок не береться), 3) "дослідники" взагалі не ознайомлені з літературою питання щодо Кунила, і - що найголовніше, на місці Тального відсутні будь-які залишки міських будівель доби XII століття)
В 1648-1657 роках тальнівці беруть участь у національно-визвольній війні під проводом гетьмана Б. Хмельницького. 1649 року козаки містечка входили до Романівської сотні Уманського полку.
В документах 1664 року воно згадується у посесії пана Вільги. 1664 року згадка про Тальне, під час повстання Д. Сулимки. Мошурівська сотня, очолювана Іваном Данченком, розбивши загін польського війська, заволоділа містом.
За Андусівською змовою 1667 року між Московією та Польщею, козацьке містечко Тальне анексовано Варшавою.

## XVIII століття
У 1702 році у Тальному побудовано костьол святої Анни. Після церковного собору у Замості 1720 року на Тальнівщині православні церкви знову переходять під юрисдикцію унійної Київської митрополії.
З 1725 року Тальне і навколишні села переходять у власність магната Ф. Потоцького. Цього року розпочалося будівництво графського двоповерхового дерев'яного будинку у швейцарському стилі.
1735 року у Тальному побував гайдамацький загін, очолюваний Савою Чалим.
У травні 1738 року гайдамаки вчинили рейд на Тальне, відібрали у тальнівських шляхтичів худобу. У 1750 році тальнівський дяк Прокіп Савранський-Таран формує загін гайдамаків. Навесні 1768 року у Тальному побував гайдамацький загін на чолі з Максимом Залізняком. Звідси він вирушв на Умань.
Після анексії Правобережної України Москвою 1793 року, Тальне з 1797 — містечко Уманського повіту Київської губернії. Воно залишалося власністю Потоцьких. Тоді там проживало 1 287 мешканців.

## XIX століття
В 1795—1805 роках Станіслав Потоцький проводить прогресивну на той час реформу — переводить тальнівців і селян усіх своїх володінь на грошовий податок з незначним збереженням панщини. У ці роки селяни інших поміщиків утікають на Уманщину до С. Потоцького.

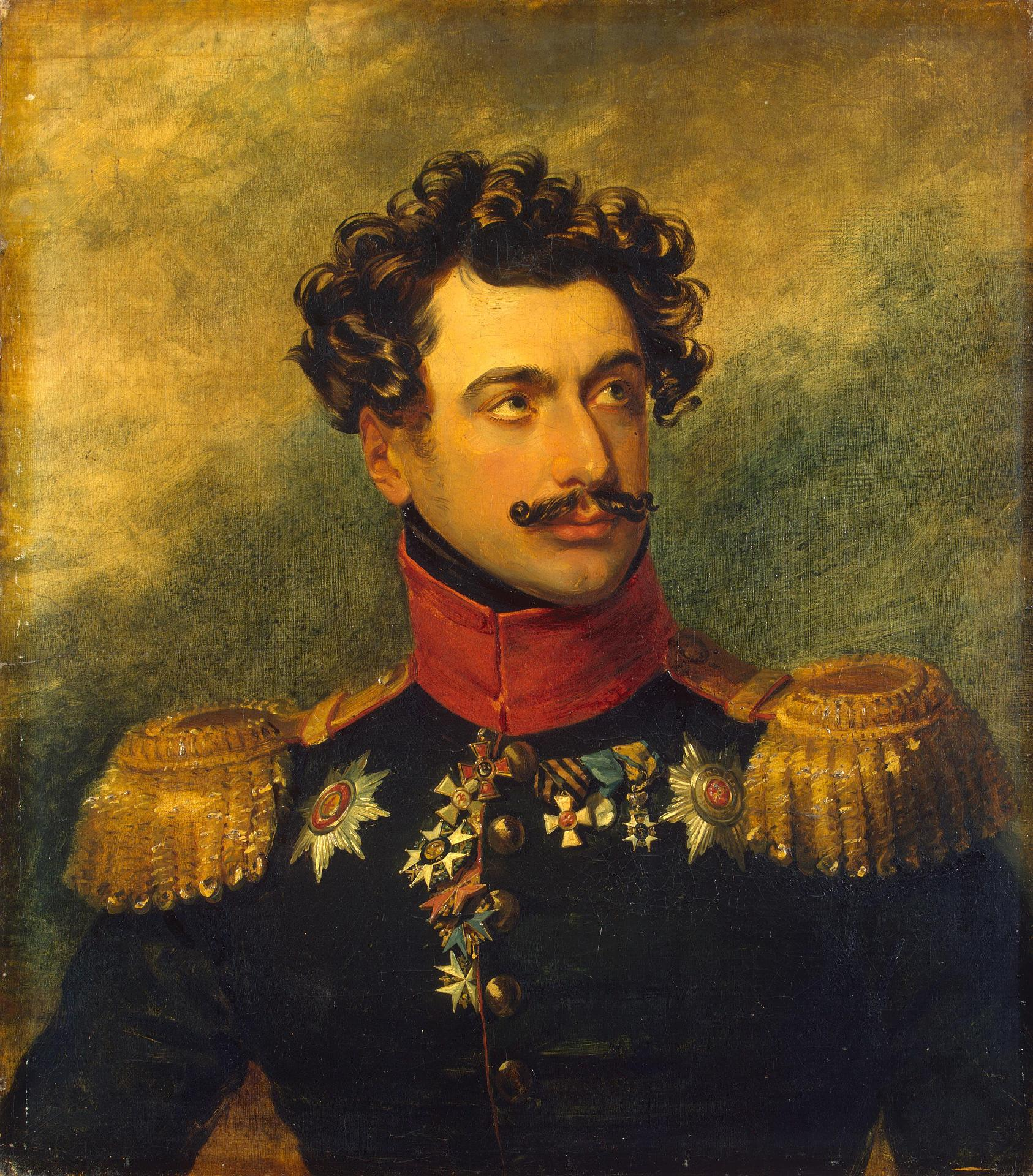
Лев Наришкін

З 1823 року Тальне переходить у власність Ольги Станіславівни Потоцької, яка через рік вступила в шлюб з генерал-майором графом Левом Олександровичем Наришкіним. За дорученням дружини він став фактичним господарем міста.
13 березня 1826 року, за остаточним розподілом батьківської спадщини графиня Ольга Наришкіна (уроджена Потоцька) отримала Тальнівський ключ з 3 897 ревізійними душами і 3 897 000 золотих боргу, три села Торговицького ключа і одне з Буцького — на забезпечення боргів. Брати мали сплатити їй два мільйони золотих посагу.
З 1840 року у Тальному діє кінний завод власниці О. С. Наришкіної, на якому вирощують арабських, англійських, перських та орловських порід коней.
У 1845 році Тальне Тарас Шевченко.
У 1846 році на кошти графа Наришкіна в Тальному замість старої дерев'яної церкви побудовано нову кам'яну Свято-Троїцьку церкву та з такого ж матеріалу каплицю у центрі міста. Граф Л. Наришкін привіз із Одеси для тальнівської церкви стародавні ікони роботи італійських майстрів. Цього року перевезено з Умані у тальнівську церкву прах графині Софії Потоцької. У цьому ж році помер у Неаполі власник Тального генерал-лейтенант граф Л. О. Наришкін. Його єдина донька — Софія стала дружиною графа Петра Павловича Шувалова, який за дорученням дружини володіє маєтком. На той час з промислових підприємств у місті діяла лише паперова фабрика. В 1848 році граф Шувалов запросив із Франції вченого і цукровара інженера-технолога Жана Буссю для організації цукрового заводу в Тальному. 1849 року, на місці колишньої папірні П. Шувалов поставив цукровий завод. Першим директором стає Ж. Буссю. Для його потреб 1853 року вступила в дію цегельня, згодом у містечку було збудовано пивоварний завод, два водяні млини, працювало 11 кузень. Також були православна церква, костел, поштова контора, заїжджі двори, шинки, крамниці та ресторація. Крім землеробства набуло розвитку ткацтво. Серед трудового люду Тального значний процент становили дрібні ремісники-кустарі: кравці, шевці, муляри, маляри, художники. Частина населення займалась торгівлею. У містечку була невелика лікарня, аптека.  З 1854 року Шувалов замінює тальнівцям панщину грошовим збором (чиншем).
В 1854 році у Тальне із Василькова переїжджає на постійне проживання вчений, талмудист Давид Мотєвич Тверський.
У жовтні 1857 року в «Киевских губернских ведомостях» з'явився перший нарис «Местечко Тальное» написаний священиком Антоновим.

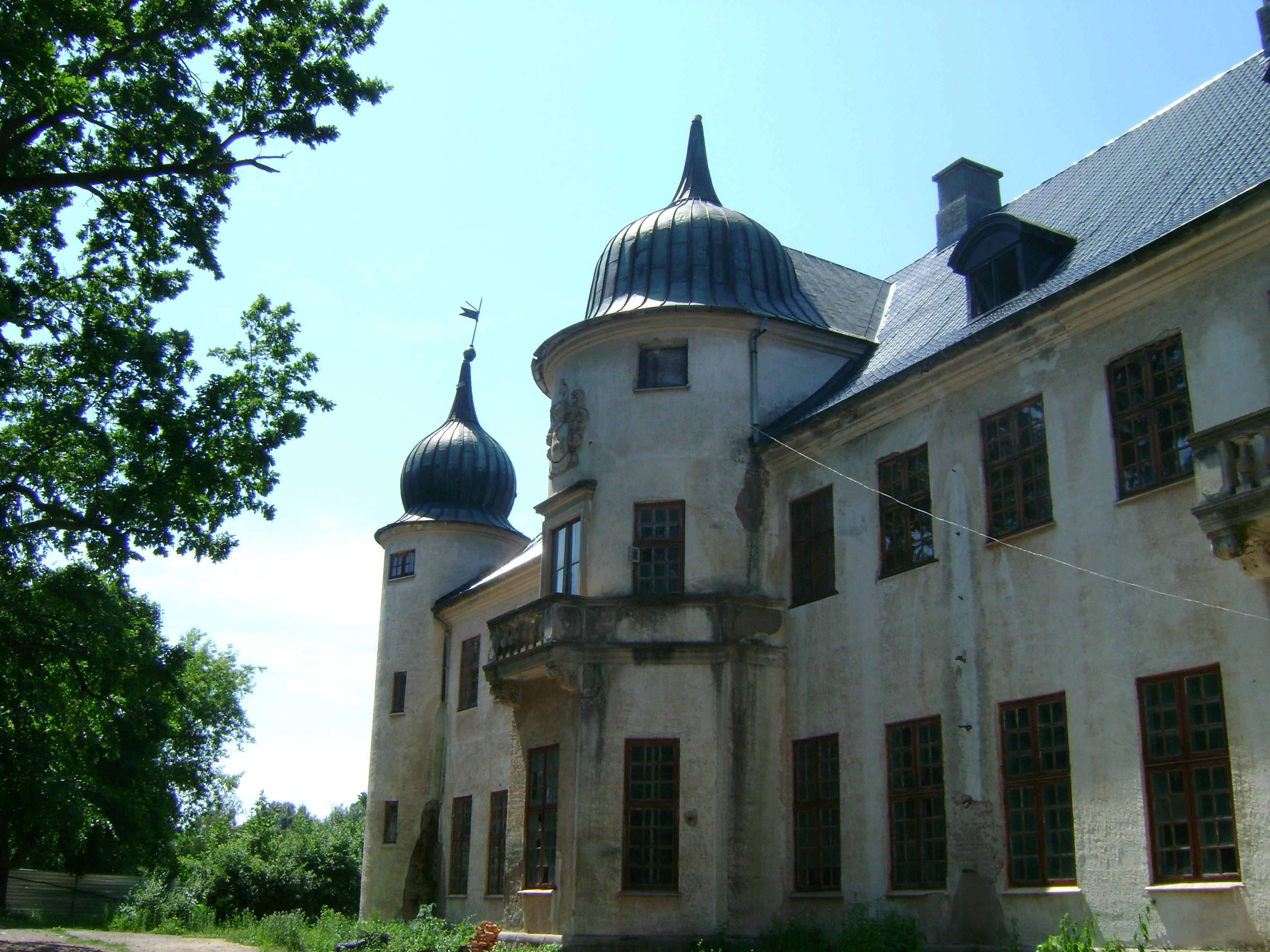
палац Шувалова

В 1860 році у Тальному відкрито церковнопарафіяльну школу. 
Восени 1860 року сарана повністю знищила місцеві посіви. 
Станом на 1861 рік у місті було близько 560 дворів з 5275 жителями. З 1866 року Тальне стає центром волості.
У 1878 році у Тальному відкрито двокласне міністерське училище. Кошти на його утримання надавала графиня, чоловік якої П. П. Шувалов наступного року став почесним куратором училища.
1891 року з'являється залізниця Христинівка — Цвіткове. За версту від центру міста відкрито залізничну станцію «Тальне». Того ж року, ідучи пішки із Звенигородки в Умань, у Тальному побував російський письменник Максим Горький.
У 1893 році почалось будівництво мисливського палацу графа Шувалова у стилі французького Ренесансу, яке завершено у 1903 році.

## XX століття
1 липня 1908 року у місті відкрився перший клас чотирикласного міністерського училища. 1912 року вже працювали чотири класи.

### Доба УНР
У 1917 місто визнало владу УНР. В березні 1918 року місто зайняте союзницькими Україні австро-німецькими військами. З грудня 1918 місто знову у складі УНР - під владою Директорії. 7 березня 1919 року місто захопили загони 2-ї Української дивізії Червоної армії, але у вересні того ж року вони були вибиті армією генерала Денікіна. У середині січня 1920 року містом знову заволоділи більшовицькі війська 44-тої дивізії 12-ї армії. 

### Перша присутність комуністів
Попри більшовицькі розбої, у травні 1920 в містечку відкрито лікарню на 45 ліжок, де працювали два лікарі і 12 осіб іншого персоналу. Восени 1921 року в місті відкрито другу школу.
Навесні 1921 року для забезпечення Тальнівського та Майданецького цукрових заводів буряковим насінням організовано Тальнівський радгосп, якому виділено 40 десятин землі. Восени 1922 року розпочав сезон Тальнівський цукровий завод. 7 листопада 1922 року в місті створено сільськогосподарську артіль «Вулик та бджола» (з 1929 року «Здобуток Жовтня»). Розмістилася вона на східній околиці Тального, де колись була панська економія.
У квітні 1923 року комуністи провели адміністративну реформу окупованих територій УНР. Створили Тальнівський район. Тальне — районний центр.
7 вересня 1924 року почала діяти поліклініка для робітників промислових підприємств Тального і жителів навколишніх сіл.
З 1926 року Тальне — селище міського типу, де проживало 10 652 чоловік (у тому числі 57,8% українців, 39,1% євреїв).  В цей час також відбулися значні зміни в промисловому розвитку міста. Було підведено залізничну гілку від станції Тального до Тальнівського цукрового заводу. Прокладаються додаткові гілки до елеватора, нафтобази, державного млина. 7 вересня 1930 року у Тальному на базі сільськогосподарської школи засновано технікум технічних культур.

#### Голодомор
На початку примусової колективізації сільського господарства у Тальному організовано ще 4 колгоспи: імені В. П. Чкалова, імені С. М. Будьоного, «Лан» і «Червоний партизан». Тоді ж влада вдалася до терору голодом, від якого загинуло понад 2,000 людей. Протести проти варварського нищення дітей та жінок надходили навіть від місцевих комуністів. 
У 1938 році Тальне віднесено до категорії міст районного підпорядкування.
При колгоспі «Здобуток Жовтня» відкрилася початкова школа для дітей колгоспників. Роком пізніше вступила в дію перша черга колгоспної гідроелектростанції на річці Гірському Тікичу.

### Німецька присутність
Німецька окупація тривала з 1941 по 1944 рік. За цей час було фактично знищено всіх євреїв міста, які не встигли евакуюватись (більше 1000)

### Друга комуністична присутність
Навесні 1950 року відбулося укрупнення колгоспів Тального. «Здобуток Жовтня» об'єднався з господарством «Лан», три інші колгоспи («Червоний партизан», імені С. М. Будьоного та імені В. П. Чкалова) утворили колгосп імені В. П. Чкалова. За господарствами закріпили 3 860,4 га сільськогосподарських угідь, в тому числі 3 593,8 га орної землі. Господарства займалися вирощуванням зернових і технічних культур, було розвинуте тваринництво.
За 1960—1970-ті роки в районі залізничної станції виріс комбінат хлібопродуктів, що об'єднував кукурудзокалібрувальний і комбікормовий заводи та елеватор. При харчкомбінаті з 1968 року почав діяти завод мінеральних вод. Станом на 1971 рік у місті діяли 10 промислових підприємств, де працювало 2,5 тисячі робітників. Тоді ж, в центрі міста, було споруджено приміщення районного будинку культури на 600 місць. Працювало 26 магазинів, 7 їдалень. В місті також діяли районна поліклініка, районна клінічна лікарня на 215 ліжок, протитуберкульозний диспансер, дитяча і жіноча консультації, зубопротезна лабораторія, санепідемстанція, санлабораторія й аптека. На підприємствах цукрокомбінату, молококонсервного комбінату, щебеневого заводу та райоб'єднання «Сільгосптехніки» створені оздоровчі пункти. В місті було дві середні, три восьмирічні школи і середня школа-інтернат. Влітку 1967 року Тальнівський сільськогосподарський технікум був реорганізований у будівельний технікум. Восени того ж року в Тальному відкрито музичну школу.

### Звільнення від СССР
У Тальному тривала деградація економіки міста і після звільнення від СССР: повалені і розібрані підприємства, на яких працювало 12400 чололовік. Масовий виїзд на заробітки до інших країн. Населення міста скоротилось на 6 тисяч осіб. 
4 липня 2009 року у місті відкрито новозбудований храм, названий на честь православних Святих Первоверховних апостолів Петра і Павла. 